# إميل إيزاك
إميل إيزاك، (27 مايو 1886-25 مارس 1954)، شاعر وكاتب مسرحي وكاتب قصة قصيرة وناقد روماني من أصل نمساوي-مجري. يُشار إليه كواحد من رواد الأدب الرمزي والحداثي في منطقته ترانسيلفانيا، وكان أحد الأصوات الشبابية الرائدة في الحركة الرمزية في مملكة رومانيا المجاورة. انتقل من قصائد النثر، ودمج الموضوعات الرومانسية الجديدة مع الشعر الحر الحديث، ثم ابتكر لاحقًا خطابًا غنائيًا في خط الواقعية الاجتماعية. كان معروفًا أيضًا بانتقاده للاتجاهات التقليدية والقومية في الأدب المحلي، ولكن بحلول نهاية الحرب العالمية الأولى، كتب شعره الخاص متأثرًا بالتقاليد المختلفة.
شارك في قضايا مدنية أو سياسية، دفاعًا عن حقوق الرومانيين العرقيين في النمسا-المجر، وخلال الاتحاد مع رومانيا عام 1918، عمل كممثل للمجتمع. ومع ذلك كان مهتمًا بالحفاظ على علاقات جيدة بين مجموعته العرقية والهنغاريين. ساهم في مراجعات اللغة المجرية، والانقسامات السياسية، وحافظ على اتصالات وثيقة مع المثقفين المجريين مثل إندري آدي، وأوزكار جاسزي، ويانوس ثورما، وألدار كونكز.

## النشأة
من مواليد كولوزفار (كلوغ)، وهي مدينة في ترانسيلفانيا، وُلد الكاتب لأبوين من أصل روماني: والده، أوريل إيزاك، كان محاميًا، عُرف لاحقًا بتمثيله لحركة العصيان المدني الروماني، بعد أن قاضته السلطات المجرية؛ والدته، إليزابيتا إليزا، كانت معلمة. كما ذكر الشاعر لاحقًا في مذكراته عن طفولته: لقد وُلدت في كلوغ، عمّدني الكاهن في ماء الكولونيا، أو الدم، أو الدموع، أو الماء المقدس. وأراد عرّابي أن يعطيني اسم ألفريد، لأنه أحب موسيت، لكن والدي أعطاني اسم إميل، لأنه أحب روسو.
منذ صغره، كان قارئًا نهمًا. كما يتذكر لاحقًا، وجد إيمانًا بالعلوم بعد أن تعرّف على روايات جول فيرن الشعبية. بدأ تعليمه باللغة الألمانية، حيث التحق بمدرسة الكنيسة الإنجيلية الترانسيلفانية في مدينته الأصلية، وبعد ذلك (1895–1901) مدرسة كاثوليكية باللغة الهنغارية. ثم نقل إيزاك في النهاية إلى الأكاديمية العسكرية لفوج الحدود الروماني في الخدمة النمساوية المجرية (1902-1904)، في غضون ذلك، كتب لأول مرة في الأدب. نشر أول عمل له عام 1902، وكان مقالًا عن حياة وأعمال الشاعر الرومانسي فاسيلي ألكساندري، ونشرته مجلة باللغة المجرية.
عام 1910، حصل على إجازة في القانون من جامعة فرانز جوزيف. خلال ذلك التقى بالكاتب المجري الحديث ألادار كونسز، الذي كان صديقه الدائم. بحسب ما ورد، في عام 1912، سافر أيضًا للدراسة في الإمبراطورية الألمانية، بهدف الحصول على درجة الماجستير في برلين.
جاءت المرحلة الثانية في مسيرة إيزاك المهنية مع إعادة التوجيه نحو موضوعات تقليدية معينة، لا سيما من خلال أخذ الإلهام من منافسه أوكتافيان غوغا، الصوت الرائد في تقاليد ترانسلفانيا. مثل غوغا وأصوات أخرى في ترانسيلفانيا. وفقًا لجون نويباور ومارسيل كورنيس-بوب، فإن مسيرة إيزاك في فترة ما بين الحربين جسدت واحدة من مدرستين في الشعر باللغة الرومانية في ترانسيلفانيا: إلى تيار إميل جيوجيوكا وشعراء آخرين مستوحى من أسلوب جورج كوشبوك الرثائي، عارض إيزاك وآرون كوتروش حديثًا جديدًا. استعار الموقف الرومانسي من غوغا. بينما، في حالة كوتروش، جاء هذا كخطاب عرقي قومي حول المعارك العرقية والاجتماعية للرومانيين، جمع إيزاك بين الواقعية الاجتماعية والرمزية، مقدمًا أوصافًا درامية وغريبة للثقافة الريفية والمدينة في ترانسيلفانيا، وتصوير العزلة الوجودية للشاعر.

## الإرث
وصف العديد من المؤرخين والنقاد الأدبيين تأثير مساهمات إميل في أعمال المؤلفين الآخرين، بدءًا من تلك العناصر التي نقلها إلى شعر أدريان مانيو الحداثي. من بين الشباب الرمزيين خارج ترانسيلفانيا، وجد إيزاك أيضًا أتباعًا للشاعر المولود في مولدوفا بنجامين فوندان، الذي ذكر أهميته كمرشد أدبي في العديد من مقالاته المبكرة للصحافة الثقافية. خارج هذا السياق، كان إيزاك هدفًا لاثنين من قصائد كتبها سينسينات بافليسكو.
إن التزام إيزاك المبكر بالجماليات الراديكالية والعالمية، الذي كان ينظر إليه عمومًا على أنه غريب من قبل زملائه الأكثر قومية في ترانسيلفانيا، لم يترك سوى القليل من الآثار في المنطقة الأصلية لإيزاك قبل الحرب العالمية الأولى. ومع ذلك، من خلال اتجاهه النهائي للحداثة والتقليدية، يُنسب لإيزاك إنشاء مدرسة لشعراء ترانسيلفانيا، امتدت حياتهم المهنية إلى القرن العشرين.
نُشرت أعمال إميل إيزاك في عدة طبعات جديدة خلال العقود التي تلت وفاته. تضمنت هذه المجلدات مساهمات من العديد من المؤلفين والنقاد في ذلك الوقت: أيون براد، وفيرونيكا بورومباكو، وجيرجي رابا، وإلمير جانكسو، وميرسيا زاسيو، وميرسيا توموش، وأيون أواركوسو، وليون باكونسكي، ودوميترو ميكو، وكونستانتين سيوبراجا، إلخ. جمعت مساهماته في ترجمة نهائية للغة المجرية، طُبعت في بوخارست عام 1962، بينما صدرت مراسلاته مع المثقفين المجريين كمجلات باللغة الهنغارية ومجلدات منفصلة، في كل من رومانيا والمجر. أدرجت أشعاره المختلفة في العديد من مختارات الشعر الروماني، أو نُشرت بشكل فردي، في الأرجنتين وبلجيكا والبرازيل وفرنسا واليونان والمجر وإيطاليا والاتحاد السوفيتي (الروسية الاشتراكية السوفياتية والأرمينية الاشتراكية السوفياتية) والمملكة المتحدة.
خُصّص اسم إيزاك لشارع في كلوغ، وافتتح منزل عائلته الواقع على هذا الطريق كمتحف تذكاري في عام 1955. ابنه الشاعر دان إيزاك، مؤرخ وكاتب، انضم إلى أعضاء هيئة التدريس في جامعة بابيش بولياي، وقام بشكل خاص بتحرير مراسلات والده مع فاسيلي غولديش. خلال المرحلة الأخيرة، الشيوعية القومية، من النظام الروماني، ورد أن دان إيزاك كان هدفًا للرقابة بسبب قربه المزعوم من المجتمع المجري الروماني.
تأثر إرث إيزاك بسقوط الشيوعية الرومانية خلال ثورة 1989. جرى إلغاء تأسيس منزله التذكاري فعليًا في عام 2001، بعد قرار إداري من مجلس مقاطعة كلوغ، ونُقلت الأعمال الثقافية الموجودة إلى مكتبة مقاطعة أوكتافيان غوغا. ومع ذلك، في خريف عام 2004، كان أحد المساهمين الذين جرى تكريم أعمالهم في عدد الذكرى الخمسين لمجلة ستيوا.